# Manoba
Manoba is een geslacht van vlinders van de familie visstaartjes (Nolidae), uit de onderfamilie Nolinae.

## Soorten
- M. albina Rothschild, 1912
- M. albiplagiata Rothschild, 1912
- M. apicalis Hampson, 1903
- M. atripunctata Hampson, 1909
- M. bipunctulata van Eecke, 1927
- M. costimaculata Kiriakoff, 1958
- M. divisa Rothschild, 1913
- M. flavicosta Kiriakoff, 1958
- M. fractilinea Snellen, 1880
- M. geminata Mabille, 1899
- M. grisescens Rothschild, 1912
- M. implens Walker, 1863
- M. juvenis Holland, 1893
- M. lactogrisea Rothschild, 1912
- M. major Kiriakoff, 1958
- M. munda de Joan, 1928
- M. obliquilinea Hampson, 1900
- M. obscura Inoue, 1976
- M. paucilinea de Joan, 1928

- M. postpuncta Rothschild, 1913
- M. progonia Hampson, 1914
- M. rectilinea Snellen, 1879
- M. rufofasciata Rothschild, 1913
- M. taeniatus Rothschild, 1916
- M. terminalis Rothschild, 1912
- M. tornalis Hampson, 1914
- M. umbrata van Eecke, 1927
- M. umbrimedia De Joannis, 1928